# 巴林
巴林王国（阿拉伯語：مملكة البحرين），通稱巴林（羅馬化：al-Baḥrayn），是一個位於西亞、鄰近波斯灣西岸的島國，首都為麥納瑪。巴林島為巴林最大的島嶼，南北長55公里，東西則為18公里寬，總面積約787平方公里。沙烏地阿拉伯位於巴林西部，並可經由法赫德国王大桥連接；伊朗則位在巴林北方200公里處；卡達半島位於巴林灣東南側。氣候類型屬於熱帶沙漠氣候。在阿拉伯文化影响下，形成現在的穆斯林社会。2010年，巴林總人口為1,234,571人，其中包括666,172名外籍人口。
巴林為首個步入後石油經濟的波斯灣國家。但目前巴林經濟並非單純依賴石油；自20世紀後期，巴林已投入巨資發展金融和旅遊事業。該國首都麥納瑪，是國內外大型金融機構所在地。巴林具有較高的人類發展指數（世界排名第44位），亦被世界銀行認定為高收入經濟體。2001年，巴林成為美国主要非北约盟友的成員，美國海軍的第五舰队司令部就驻扎在麥納麥，以监视波斯灣以及印度洋的动靜。

## 語源
阿拉伯語巴林Baḥrayn是bahr （海洋）的雙數型態，所以al-Bahrayn就是指「這兩處海洋」。這詞出現在古蘭經五次，但最初並不是指巴林島，而是指東阿拉伯半島。此區域從波斯灣的巴士拉南部延伸，包括巴林、科威特、哈薩綠洲、卡提夫、阿拉伯联合酋长国、卡塔尔、伊拉克南部，一直到阿曼北部。整個阿拉伯東部的沿海地帶千年之中都稱作巴林。
不過在今日，這兩處海洋一般是指巴林島東邊和西邊的海灣，或是島北邊和南邊的海洋，又或是指從地上地下所湧出的鹹水和淡水。另一種說法認為這兩處海洋是指大綠海（波斯灣）和一座哈薩綠洲附近的湖泊。

## 历史
巴林為迪爾門文明發跡之處。公元前3000年即建有城市。前1000年腓尼基人到此。628年，伊斯蘭教传入巴林。公元7世纪成为為阿拉伯帝国巴士拉省的一部分。經過一段時間的阿拉伯人統治後，1507-1602年被葡萄牙人佔領，又於1602年被薩非王朝的阿拔斯大帝驅逐，後處于波斯帝国的统治之下。1783年推翻波斯统治，宣布獨立。1820年英国入侵，1892年成为英国的保护国。二战時1940年10月意大利空軍轟炸了巴林。1957年，英国政府聲明巴林是“英国保护下的独立酋长国”。1971年8月14日，巴林完全独立，国号为“巴林国”。2002年2月14日，改国名为“巴林王国”，国家元首埃米尔改称国王（马利克）。
1783年，巴尼烏巴族從卡扎尔王朝奪取巴林，並由阿勒哈利法家族建立王朝並統治至今，艾哈邁德·阿爾法塔為巴林第一位哈基姆（統治者）。1971年，英国人撤出，英国在当地的九个殖民地酋长国中，巴林和卡塔尔独立建国成为酋長（埃米尔）國；余下七个酋长国成立了阿拉伯联合酋长国。1971年8月15日，阿勒哈利法家族統治的巴林酋长国不再是英國的保護國，宣告完全獨立。巴林於2002年宣布改為王國，並把巴林國旗上的八角變作五角。

## 政治
政体为君主立宪制王国。国家元首为国王，中央政府的权力很小，地方各部落拥有极大的自治权，可以按照地方的习惯法管理地方事务，如伊斯兰社区遵循伊斯兰教法，基督教社区遵循基督教法，印度社区遵循印度教法。2002年10月设参、众两院制议会。参议员由国王任命，众议员由选举产生。它是阿拉伯湾第一个举办国会选举、让妇女参政的阿拉伯国家。
要求进行政治改革的反政府示威活動于2011年发生。

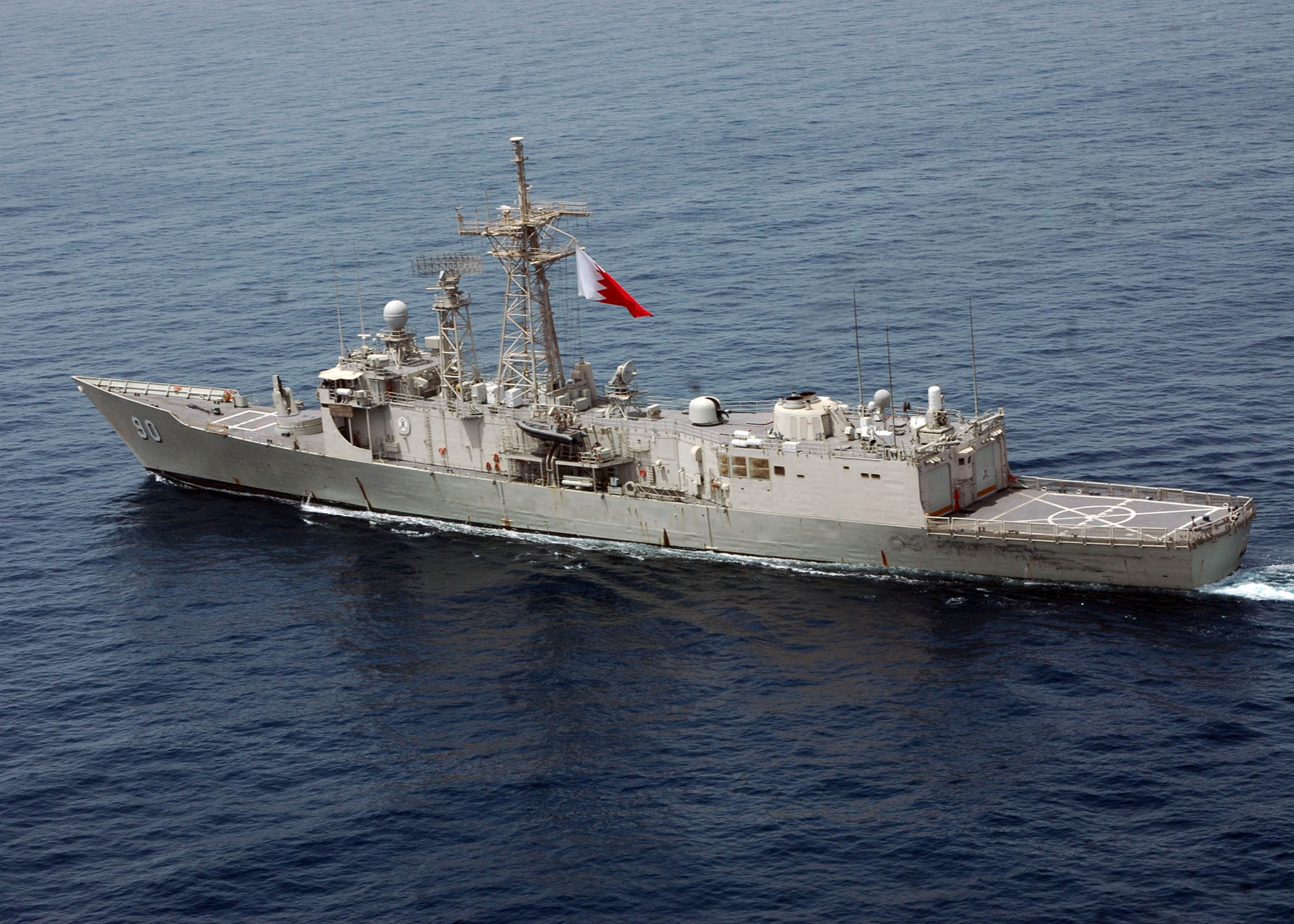
巴林擁有一艘美國贈送的派里級巡防艦「薩巴號」（Sabha FFG-90），原為美國海軍的「傑克·威廉斯號」（Jack Williams FFG-24）
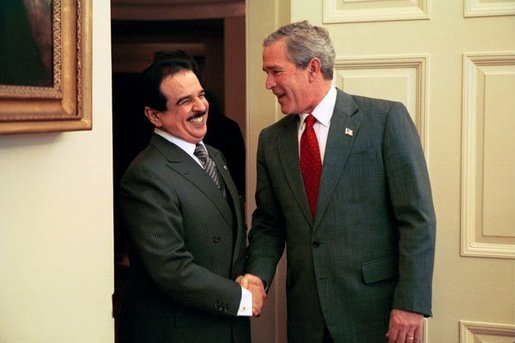
布希與巴林國王
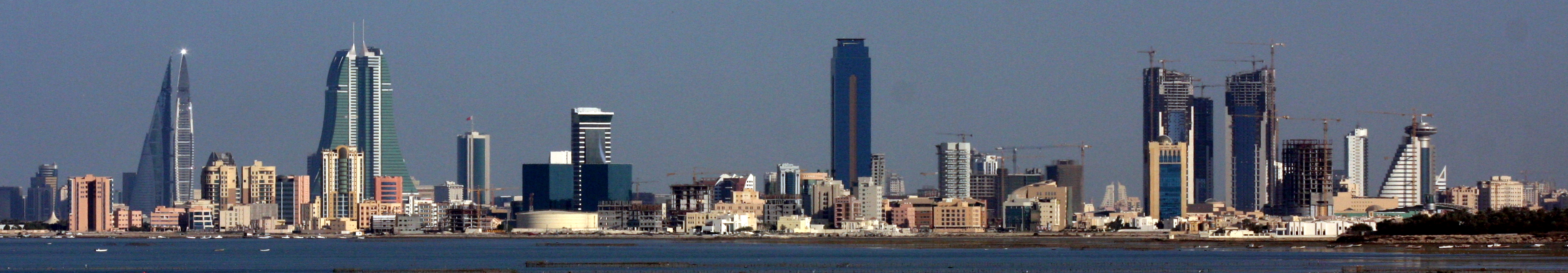
巴林全景
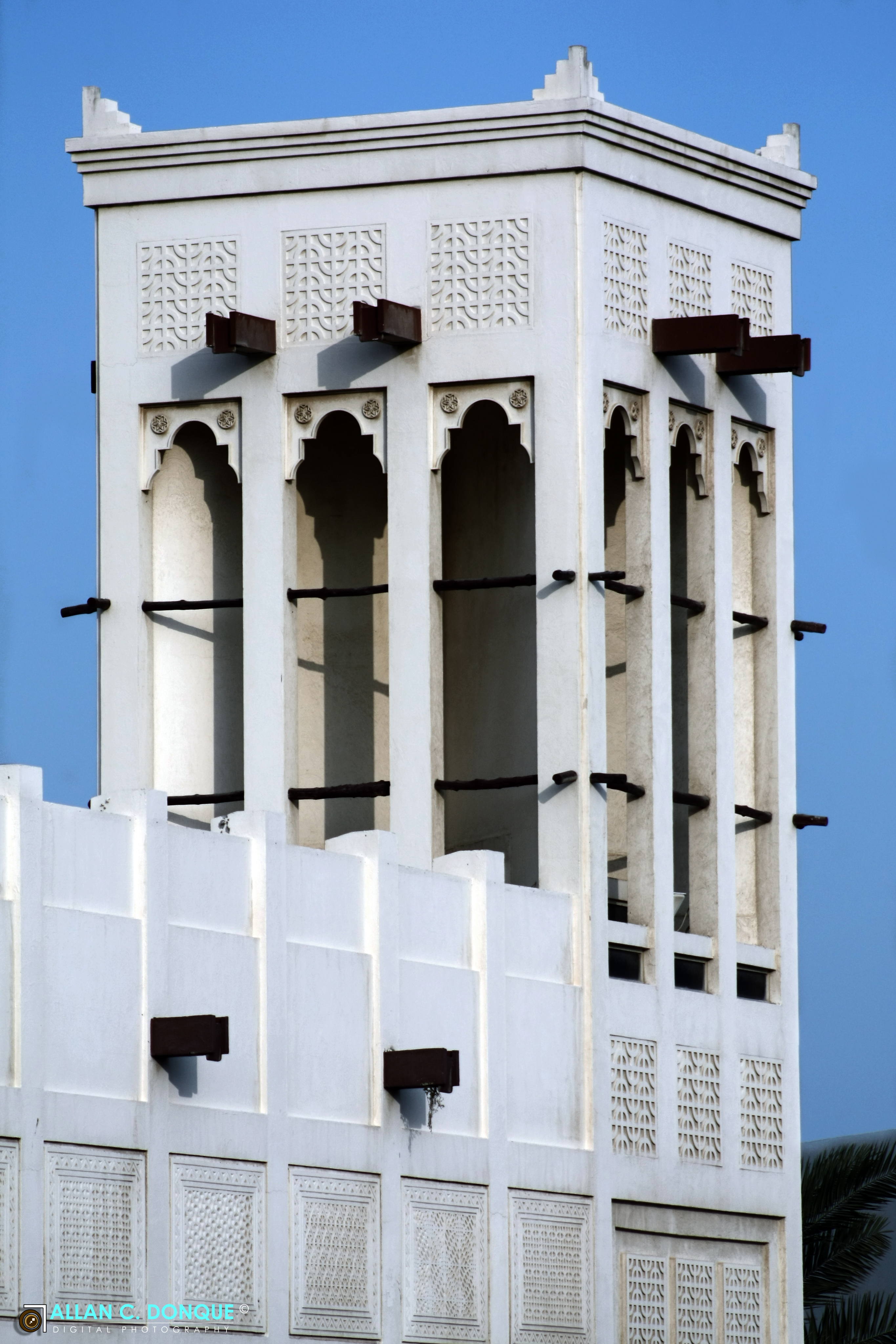
風塔型建築
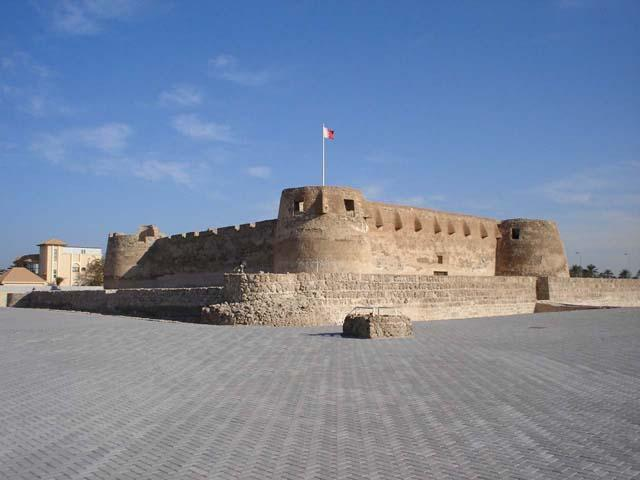
阿拉德堡

## 行政区划
全国分4省：首都省，穆哈拉格省，北方省和南方省。

## 地理
巴林是一個位處沙烏地阿拉伯東部、鄰近波斯灣西岸，地勢平坦且乾旱的群島。它由一個低沙漠平原上升至134米的最高點煙霧山。巴林總面積為665平方公里，但由於填海造陸工程，面積增加至780平方公里，較英國曼島稍大。
巴林原本為33個島嶼組成的群島，但大量的填海造陸工程已經改變了現況： 2008年8月，該國島嶼數量已增至84個。巴林有161公里的海岸線，而其國界並沒有與其他國家共享。巴林亦宣布擁有22公里（12海浬）的領海和44公里（24海浬）的毗連區。巴林島嶼照面積大小依序為巴林島、侯瓦尔群岛、穆哈拉格岛烏姆安納珊島與錫特拉島。相對於潮濕、炎熱的夏季，巴林的冬天顯得相當溫和。該國的自然資源包括在近海大量的石油、天然氣以及魚類。可耕地僅佔巴林總面積的2.82％。
沙漠占巴林總面積的92％，巴林的自然災害主要有規律性乾旱與沙塵暴等。巴林面臨的環境問題，包括耕地荒漠化、海岸線倒退（珊瑚礁和植被等損害）等。造成此現象的原因主要有大型油輪、煉油廠、發電廠等危害，尤其在非法開荒的地方更為嚴重，如都柏利灣。此外，農業和家庭部門過度利用巴林的主要含水層-達曼含水層，導致其鹽化為半鹹水和鹽水水體。因此巴林開始了水化學研究，並確定含水層開始鹽鹼化的位置，並劃定其影響的區域。

### 氣候
主條目：巴林氣候
受到波斯灣北方、伊朗境內的扎格羅斯山脈影響，巴林經常出現低層風。6至7月時，伊拉克及沙烏地阿拉伯產生的沙塵暴(當地稱為夏馬爾風)由西北風吹揚至巴林，造成該國能見度降低。
巴林夏季非常炎熱。巴林周圍的海域很淺，在夏天會迅速升溫，亦會產生高濕度，尤其是在夜間。在正常狀況下，夏季的氣溫可能會上升至50°C（122°F）。巴林的降雨並不規則且微小，降雨主要發生在冬季，歷史紀錄全年累計最大雨量僅71.8毫米。
| 麥納麥                      | 麥納麥      | 麥納麥      | 麥納麥      | 麥納麥      | 麥納麥      | 麥納麥      | 麥納麥       | 麥納麥       | 麥納麥      | 麥納麥      | 麥納麥      | 麥納麥      | 麥納麥      |
| 月份                        | 1月         | 2月         | 3月         | 4月         | 5月         | 6月         | 7月          | 8月          | 9月         | 10月        | 11月        | 12月        | 全年        |
| --------------------------- | ----------- | ----------- | ----------- | ----------- | ----------- | ----------- | ------------ | ------------ | ----------- | ----------- | ----------- | ----------- | ----------- |
| 平均高温 °C（°F）           | 20.0 (68.0) | 21.2 (70.2) | 24.7 (76.5) | 29.2 (84.6) | 34.1 (93.4) | 36.4 (97.5) | 37.9 (100.2) | 38.0 (100.4) | 36.5 (97.7) | 33.1 (91.6) | 27.8 (82.0) | 22.3 (72.1) | 30.1 (86.2) |
| 平均低温 °C（°F）           | 14.1 (57.4) | 14.9 (58.8) | 17.8 (64.0) | 21.5 (70.7) | 26.0 (78.8) | 28.8 (83.8) | 30.4 (86.7)  | 30.5 (86.9)  | 28.6 (83.5) | 25.5 (77.9) | 21.2 (70.2) | 16.2 (61.2) | 23.0 (73.4) |
| 平均降水量 mm（）           | 14.6 (0.57) | 16.0 (0.63) | 13.9 (0.55) | 10.0 (0.39) | 1.1 (0.04)  | 0 (0)       | 0 (0)        | 0 (0)        | 0 (0)       | 0.5 (0.02)  | 3.8 (0.15)  | 10.9 (0.43) | 70.8 (2.79) |
| 平均降水天数                | 2.0         | 1.9         | 1.9         | 1.4         | 0.2         | 0           | 0            | 0            | 0           | 0.1         | 0.7         | 1.7         | 9.9         |
| 来源：世界氣象組織 (聯合國) |             |             |             |             |             |             |              |              |             |             |             |             |             |

### 生物多樣性

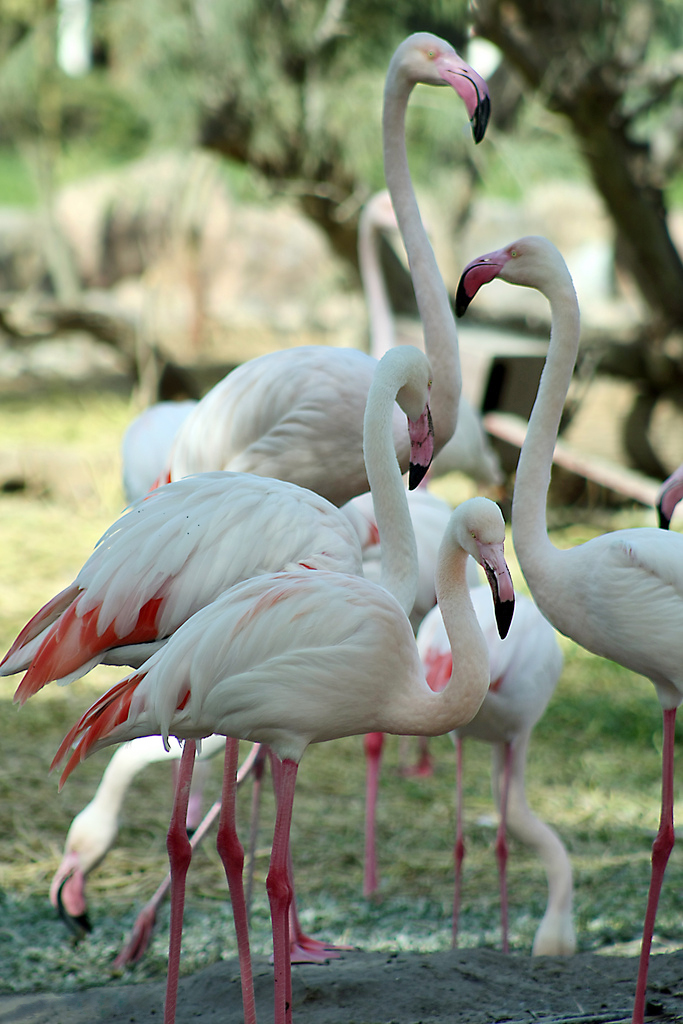
大紅鸛為巴林原生鳥類

巴林群島鳥況豐富，擁有超過330種鳥類，其中26種會於巴林繁殖。數以百萬計的候鳥會於秋冬季經過波斯灣地區。其中包含全球瀕危物種翎頜鴇，是巴林秋季普通的候鳥。巴林的許多島嶼和淺海是世界重要的為鸕鶿(Socotra cormorant)生育地，於侯瓦爾群島記錄多達10萬對以上。巴林僅有發現18種哺乳動物：羚羊、沙漠兔子和刺猬是該國常見的野生動物，但是阿拉伯羚羊卻因被獵殺而滅絕。兩棲類和爬蟲類共記載25種，亦有21種蝴蝶和307種植物。海洋生物也相當多元，包括廣泛的海草床和泥灘，斑狀珊瑚礁等，海草床是儒艮和綠海龜等瀕危物種重要的食物來源。2003年，巴林政府禁止在其領海捕捉海牛、海龜和海豚。
侯瓦爾群島保護區為各種遷徙的海鳥提供了飼養和繁殖地，是國際公認鳥類遷徙的地區之一，亦是全球最大的鸕鶿繁殖地。巴林周圍的群島形成繼澳大利亞之後，世界第二大儒艮聚集地。目前巴林有侯瓦爾群島、馬斯坦島、阿瑞德海灣、都柏利灣及艾爾艾林野生動物園五個指定保護區，其中前四個保護區為海洋環境。

## 人口
巴林總人口大約650,604（2001年普查），外籍人占1/3，多数为来自印度喀拉拉邦的外籍劳工。
主要居住在麥納麥（Manmah）和穆哈拉克（Muharrq）人口增長率約為2.96%。官方語言為阿拉伯語，因外籍人口多，也通用英語。
2021年估計，巴林人口有1,463,265人。  

### 宗教
巴林的國教是伊斯蘭教，大多數巴林公民都是穆斯林。什葉派和遜尼派在巴林穆斯林之間的比例沒有官方統計數字，但大約65-75％巴林穆斯林是什葉派，而巴林的執政當局卻是遜尼派。除了伊斯蘭教外，巴林還有基督宗教和印度教信仰。2010年的人口普查巴林非穆斯林居民367,683人。

## 经济

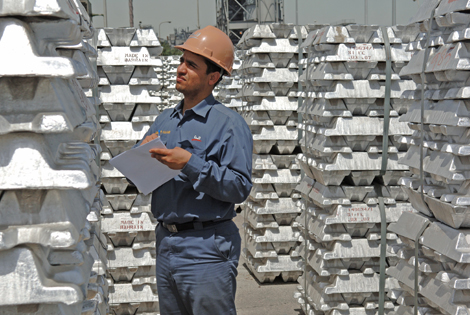
巴林鋁業

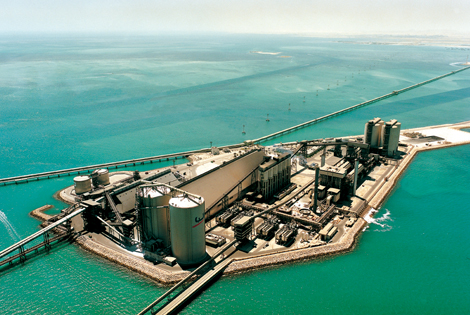
巴林煉油區

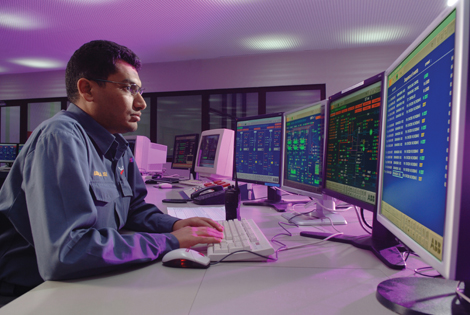
巴林金屬業工程師

根據國際貨幣基金組織（IMF）2021年的數據，巴林的名義國內生產總值（GDP）為346.24億美元。IMF於2023年估計巴林的人均GDP為28,385美元，在全球192個國家中位列第39。美國傳統基金會與華爾街日報聯合發表的2021年經濟自由度指數顯示，巴林是中東地區經濟最自由的國家之一，在全球178個經濟體中排名第40，僅次於排名第14的阿聯酋和第31的卡達。
巴林早期是波斯灣的珍珠採集與貿易中心，居民主要從事採珠、捕魚和貿易。1933年，巴林發現石油，成為波斯灣地區最早開採石油的國家之一。已探明的石油儲量為1712萬噸，天然氣儲量為924億立方米。
近年來，巴林積極推動經濟多元化，減少對石油產業的依賴。這一策略使巴林發展成為波斯灣地區的金融中心。根據巴林駐香港總領事館網站 （页面存档备份，存于）的資料，目前石油產業僅佔巴林國內生產總值（GDP）的13.57%，低於金融服務業（26.67%）、製造業（15.91%）和政府服務業（14.18%）。
2008年，巴林曾被全球金融中心指數評為全球發展最快的金融中心。巴林的銀行和金融服務業，特別是伊斯蘭銀行業務，受益於該地區因石油需求帶來的繁榮。石油產品及加工品是巴林主要的出口商品，佔出口收入的60%、政府收入的70%和GDP的11%。鋁是第二大出口商品，其次是金融產品和建築材料。然而，巴林國內佔多數的什葉派與遜尼派王室之間的政治衝突、巴林什葉派與伊朗的密切關係，以及政府對異議人士的鎮壓，導致巴林政治局勢緊張，影響了社會穩定，也對經濟發展造成不利影響。這導致巴林在全球金融中心指數（GFCI 31） （页面存档备份，存于）中跌至第84位。不過，在2023年9月的GFCI 34 （页面存档备份，存于）中，巴林的排名回升至第74位。
自1985年以來，巴林的經濟情勢隨著國際油價的波動而起伏。由於巴林擁有完善的通訊和交通基礎設施，許多跨國公司選擇在此設立總部，多個大型工業項目也正在建設中。然而，巴林的耕地僅佔國土面積的2.9%，農業僅佔GDP的0.5%，是一個農產品淨進口國。2004年，巴林與美國簽署了自由貿易協定，以減少兩國間的貿易壁壘。
年輕族群的高失業率，以及石油和地下水資源的逐漸枯竭，是巴林長期面臨的主要經濟問題。2008年，巴林的失業率為4%，其中85%為女性。2007年，作為時任勞工部長馬吉德•阿爾•阿拉維博士推動勞工改革的一部分，巴林成為阿拉伯國家中首個實施失業救濟金制度的國家。

### 交通建設

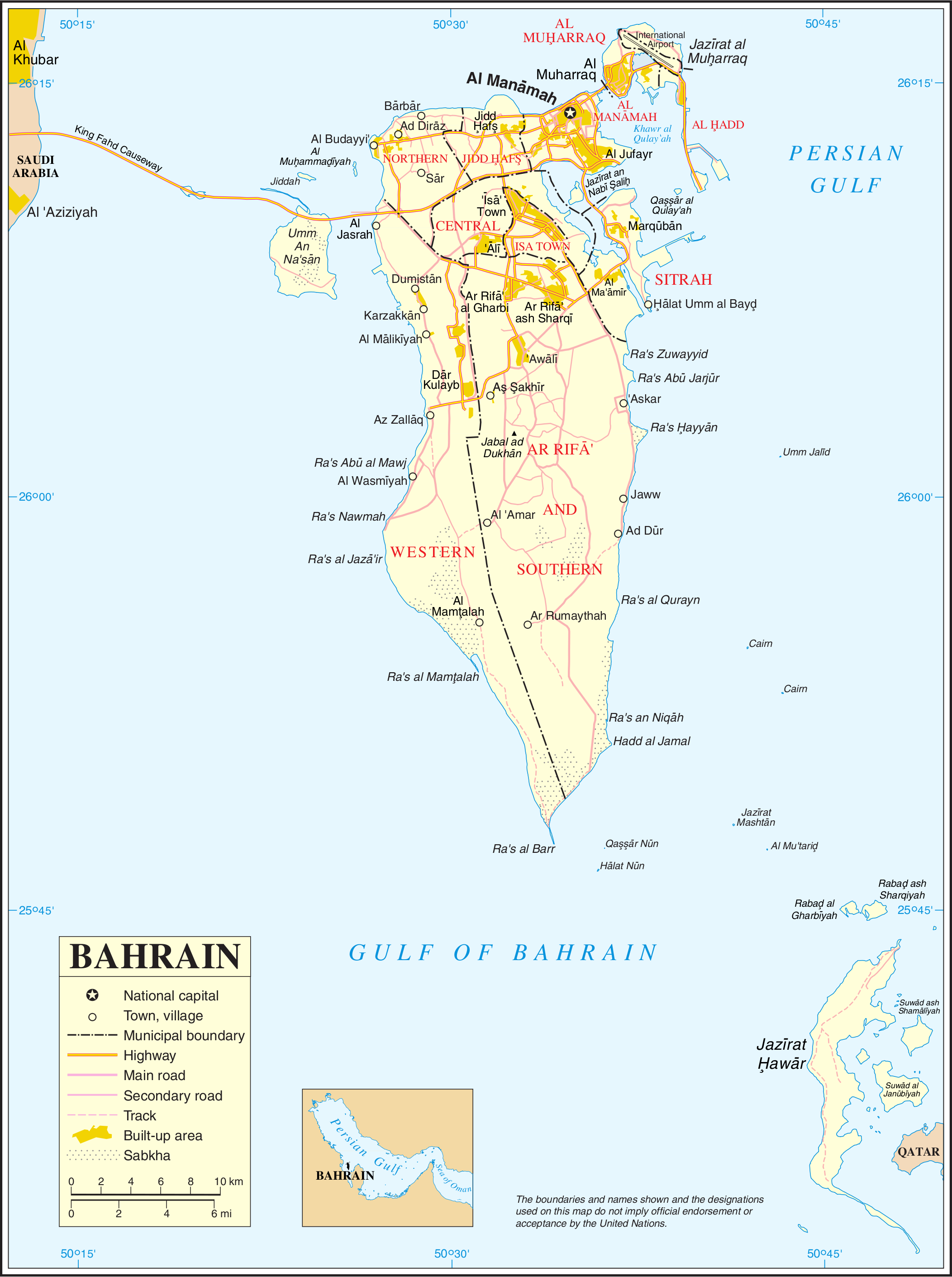
巴林路網圖

巴林擁有發達的公路網，尤其是在首都麥納麥。1930年代，石油的發現推動了巴林高速公路和一般道路的建設，將多個偏遠村莊連接起來，例如布戴亞至麥納麥的公路。1929年，巴林修建了一座連接麥納麥與東部穆哈拉格的木橋。1941年，一座新的堤道取代了舊木橋。目前，有三座現代化的橋樑連接兩地。巴林國際機場於1932年落成後，巴林陸續建設了環狀道路和高速公路，並修建了連接麥納麥與北方省各村莊以及巴林中南部城鎮的道路。
巴林的四個主要島嶼以及所有城鎮和村莊之間，都有路況良好的道路相連。2002年，巴林的道路總長度為3164公里，其中2433公里鋪設了柏油。此外，巴林還修建了總長超過2.8公里的堤道連接麥納麥與穆哈拉格島，以及另一座連接錫特拉島的橋樑。連接巴林與沙烏地阿拉伯、途經烏姆納珊島的法赫德國王大橋全長24公里，由沙烏地阿拉伯出資興建，於1986年12月竣工。2008年，共有17,743,495人次經由該橋過境。
位於穆哈拉格島東北部的巴林國際機場（BAH）是巴林主要的國際機場。2010年，該機場處理的航班超過10萬架次，旅客吞吐量超過800萬人次。海灣航空是巴林的國家航空公司，總部位於巴林國際機場。米娜沙曼港是巴林的主要港口，擁有15個泊位。2001年，巴林擁有8艘1,000總噸以上的商船，總噸位為270,784噸。在城市中，主要的交通方式包括私家車、計程車和公車。

### 旅遊
2008年，巴林接待了超過800萬遊客。儘管大多數遊客來自阿拉伯國家，但來自世界各地的遊客數量也在持續成長。每年在巴林國際賽道舉辦的一級方程式賽車巴林大獎賽都吸引了大量外國遊客。巴林融合了現代阿拉伯文化和擁有五千年歷史的考古遺址。該國擁有許多古堡，其中被列入聯合國教科文組織世界遺產名錄的巴林堡是迪爾姆文明的中心，現在的城堡是葡萄牙統治時期修建的。此外，建於16世紀、位於穆哈拉格的阿拉德古堡也頗具盛名。
巴林還有多個博物館：巴林國家博物館收藏了從9000年前的石器時代、迪爾姆文明到阿拉伯文化的各種文物；古蘭經之屋保存了各種古蘭經文本；石油博物館則展示了1931年發現石油的相關資料和設備。歷史景點方面，建於692年，後於14-15世紀重建的卡米斯清真寺是巴林最古老的清真寺；阿法塔赫清真寺是巴林最大的清真寺；巴巴神殿建於迪爾姆時期；阿里古墓群的數量多達85,000座，歷史可追溯至3000年前。樹齡約400年的生命之樹生長在巴林南部缺乏水源的薩基爾沙漠附近，也是一個著名的旅遊景點。
潛水、騎馬和觀鳥（主要在侯瓦爾群島）是在巴林很受歡迎的活動。首都麥納麥的購物中心吸引了許多外國遊客，如巴林城市中心、席夫購物中心和西特拉中心。位於麥納麥老城區的麥納麥市集和黃金市場也深受遊客歡迎。自2005年以來，巴林每年三月都會舉辦「文化之春」活動，邀請各國音樂家和藝術家前來表演。麥納麥被阿拉伯聯盟評為2012年的阿拉伯文化之都和2013年的阿拉伯旅遊之都。2012年的特色節慶音樂會由安德烈·波伽利、胡利奥·伊格莱西亚斯等音樂家領銜演出。

## 體育
足球為巴林最受歡迎的運動。
巴林在1984年夏季奧林匹克運動會首次參賽後，至目前共參加過六屆奧運。巴林史上共有四面奧運獎牌，首面為瑪麗·尤索夫·賈馬爾在2012年倫敦奧運女子1500公尺項目奪得金牌。賈馬爾為波斯灣國家第一位奪得奧運獎牌的女性運動員。

## 外部連結
- 巴林地圖 - Google Maps （页面存档备份，存于）